# Subaru Ascent
La Subaru Ascent è un'autovettura di tipo SUV prodotta dalla casa automobilistica giapponese Subaru a partire dal 2018.

## Contesto
La vettura è stata anticipata dalla concept car VIZIV-7, presentata nel 2016.
L'Ascent è stata originariamente presentata come concept car al New York International Auto Show nell'aprile 2017, dove è stato anche annunciato che la Subaru avrebbe prodotto il veicolo nella sua fabbrica a Lafayette, nell'Indiana. Ha debuttato ufficialmente nella versione di produzione al Los Angeles Auto Show il 28 novembre 2017.

### Motore
A spingere la vettura c'è un nuovo propulsore boxer chiamato FA24. Il motore è un 4 cilindri con pistoni contrapposti a iniezione diretta turbocompresso da 2387 cm3 con un rapporto di compressione di 10,6:1. Il blocco cilindri e le testate sono realizzati in lega di alluminio e le testate hanno ciascuna due alberi a camme azionati da una catena di distribuzione. La potenza è di 260 CV (190 kW) a 5.600 giri/min con una coppia di 376 Nm erogati tra 2 000 e 4 800 giri/min.